# Tiesj Benoot
Tiesj Benoot (* 11. března 1994) je belgický profesionální silniční cyklista jezdící za UCI WorldTeam Visma–Lease a Bike.

## Kariéra

### Lotto–Soudal (2015–2019)
Benoot se stal profesionálem v roce 2015 s UCI WorldTeamem Lotto–Soudal poté, co v letech 2013 a 2014 jezdil za Lotto–Belisol U23 a v druhé polovině roku 2014 působil v tomto týmu jako stážista.
Hned v první sezóně zaznamenal Benoot kvalitní výsledek, když se na monumentu Kolem Flander umístil na páté příčce. Později téhož roku Benoot ukázal své schopnosti v etapových závodech na Kolem Belgie, kde dojel druhý celkově za Gregem Van Avermaetem. Svůj vrchařský potenciál Benoot ukázal na Critériu du Dauphiné 2017, kde dojel na dvanáctém místě v celkovém pořadí. V červenci 2017 byl Benoot jmenován na startovní listině Tour de France 2017. Svou první Grand Tour kariéry Benoot dokončil na celkovém dvacátém místě.

### Team Sunweb (2020–2021)
V srpnu 2019 bylo oznámeno, že Benoot podepsal dvouletý kontrakt s UCI WorldTeamem Team Sunweb od sezóny 2020.
Na začátku sezóny 2020 získal Benoot druhé místo v celkovém pořadí, vítězství v šesté etapě a v bodovací soutěži na závodu Paříž–Nice. Po nucené závodní pauze kvůli pandemii covidu-19 prodloužil Benoot svůj kontrakt s Teamem Sunweb o jeden rok do konce sezóny 2022. V říjnu získal Benoot osmé místo na monumentu Lutych–Bastogne–Lutych a desáté místo na dalším monumentu Kolem Flander. V roce 2021 nezískal Benoot žádné vítězství; nejlepším výsledkem bylo celkové páté místo na Paříž–Nice.

### Team Jumbo–Visma (2022–)
V prosinci 2021 bylo oznámeno, že Benoot přerušil kontrakt se svou dosavadní sestavou Team DSM, jenž sahal až do konce roku 2022, a namísto toho podepsal dvouletý kontrakt s UCI WorldTeamem Team Jumbo–Visma od sezóny 2022.
Svůj debut za Team Jumbo–Visma si Benoot odbyl na konci února 2022 na klasice Omloop Het Nieuwsblad, kde pomohl Woutu van Aertovi k vítězství. První umístění mezi top 10 zaznamenal v březnu na E3 Saxo Bank Classic, závodu, který taktéž vyhrál jeho týmový kolega van Aert. Na Dwars door Vlaanderen dojel Benoot druhý poté, co 2 km před cílem zaútočil z vedoucí skupiny a v cíli ve Waregemu ho přesprintoval jen Mathieu van der Poel. Na monumentu Kolem Flander sdílel Benoot vedoucí roli svého týmu s Christophem Laportem, neboť původní lídr sestavy van Aert byl pozitivně otestován na covid-19. Laporte dojel jedenáctý, zatímco Benoot dokončil o dvě příčky hůře, na třináctém místě. O týden později získal Benoot třetí místo na Amstel Gold Race poté, co zaútočil ze stíhací skupiny v závěrečném kilometru závodu. Na Tour de France 2022 Benoot pomohl Jonasi Vingegaardovi k celkovému vítězství. Na konci července pak Benoot získal třetí místo na Clásice de San Sebastián. Svou sezónu 2022 však musel ukončit předčasně, neboť si při srpnové srážce s kamionem zlomil krční obratel.

## Osobní život
Mimo cyklistiku Benoot studoval ekonomiku na Univerzitě v Gentu. Benootovo neobvyklé křestní jméno je odvozeno od jména americké zpěvačky Tish Hinojosy, neboť jeho rodiče měli v oblibě její hudbu a jméno.

## Hlavní výsledky
2011
Tour du Valromey
7. místo celkově
2012
Junior Oberösterreichrundfahrt
2. místo celkově
 vítěz bodovací soutěže
vítěz 2. etapy
Národní šampionát
3. místo časovka juniorů
Trophée Centre Morbihan
3. místo celkově
5. místo Bernaudeau Junior
GP Général Patton
6. místo celkově
Keizer der Juniores
8. místo celkově
vítěz 1. etapy
Lutych–La Gleize
8. místo celkově
2013
vítěz Tour de Moselle
Vuelta a Palencia
2. místo celkově
vítěz 4. etapy
Circuit des Ardennes
4. místo celkově
 vítěz bodovací soutěže
 vítěz soutěže mladých jezdců
8. místo Grand Prix des Marbriers
8. místo Lutych–Bastogne–Lutych Espoirs
Vuelta a la Comunidad de Madrid Under-23
10. místo celkově
 vítěz soutěže mladých jezdců
vítěz 2. etapy
2014
Le Triptyque des Monts et Châteaux
2. místo celkově
 vítěz bodovací soutěže
Ronde de l'Isard
3. místo celkově
 vítěz soutěže mladých jezdců
3. místo Ronde van Vlaanderen Beloften
Mistrovství světa
4. místo silniční závod do 23 let
4. místo Grote Prijs Stad Zottegem
5. místo Lutych–Bastogne–Lutych Espoirs
5. místo Flèche Ardennaise
Mistrovství Evropy
6. místo silniční závod do 23 let
8. místo Binche–Chimay–Binche
Danmark Rundt
10. místo celkově
2015
Kolem Belgie
2. místo celkově
3. místo Handzame Classic
4. místo Le Samyn
4. místo Paříž–Tours
5. místo Kolem Flander
5. místo Grand Prix Cycliste de Montréal
World Ports Classic
6. místo celkově
6. místo Ronde van Zeeland Seaports
6. místo Dwars door Vlaanderen
6. místo Druivenkoers Overijse
Eneco Tour
8. místo celkově
8. místo Trofeo Serra de Tramuntana
2016
Volta ao Algarve
 vítěz soutěže mladých jezdců
3. místo Trofeo Serra de Tramuntana
3. místo Omloop Het Nieuwsblad
4. místo Trofeo Pollença–Port d'Andratx
Tour de Pologne
5. místo celkově
6. místo Grand Prix de Wallonie
7. místo E3 Harelbeke
7. místo Brussels Cycling Classic
8. místo Strade Bianche
9. místo Heistse Pijl
2017
3. místo Brabantský šíp
3. místo Trofeo Pollença–Port d'Andratx
4. místo Kuurne–Brusel–Kuurne
4. místo Grand Prix de Wallonie
Kolem Belgie
7. místo celkově
7. místo Dwars door Vlaanderen
Volta ao Algarve
8. místo celkově
 vítěz soutěže mladých jezdců
8. místo Strade Bianche
8. místo Trofeo Serra de Tramuntana
8. místo Vuelta a Murcia
9. místo Clásica de San Sebastián
2018
vítěz Strade Bianche
3. místo Brabantský šíp
Tirreno–Adriatico
4. místo celkově
 vítěz soutěže mladých jezdců
5. místo E3 Harelbeke
5. místo Tour de l'Eurométropole
Vuelta a San Juan
6. místo celkově
6. místo Paříž–Tours
7. místo Dwars door Vlaanderen
8. místo Kolem Flander
2019
Danmark Rundt
vítěz 1. etapy
2. místo Bretagne Classic
Tour de Suisse
4. místo celkově
4. místo Milán–Turín
5. místo Strade Bianche
5. místo Dwars door Vlaanderen
6. místo Tre Valli Varesine
Tour of Britain
9. místo celkově
9. místo Kolem Flander
Vuelta a San Juan
6. místo celkově
Tour de France
 cena bojovnosti po 9. etapě
2020
Paříž–Nice
2. místo celkově
 vítěz bodovací soutěže
vítěz 6. etapy
8. místo Lutych–Bastogne–Lutych
10. místo Kolem Flander
2021
Paříž–Nice
5. místo celkově
7. místo Lutych–Bastogne–Lutych
Benelux Tour
8. místo celkově
9. místo Grand Prix de Wallonie
10. místo Antwerp Port Epic
2022
2. místo Dwars door Vlaanderen
3. místo Amstel Gold Race
3. místo Clásica de San Sebastián
9. místo E3 Saxo Bank Classic
2023
vítěz Kuurne–Brusel–Kuurne
3. místo Strade Bianche
Národní šampionát
4. místo silniční závod
6. místo Coppa Bernocchi
7. místo Lutych–Bastogne–Lutych
7. místo Valonský šíp
7. místo Bretagne Classic
Mistrovství světa
9. místo silniční závod
10. místo Clásica de San Sebastián
2024
3. místo Amstel Gold Race
4. místo Dwars door Vlaanderen
9. místo Valonský šíp

### Výsledky na etapových závodech
| Výsledky na Grand Tours        |      |      |      |      |      |      |      |      |      |      |
| Grand Tour                     | 2015 | 2016 | 2017 | 2018 | 2019 | 2020 | 2021 | 2022 | 2023 | 2024 |
| Giro d'Italia                  | —    | —    | —    | —    | —    | —    | —    | —    | —    | —    |
| Tour de France                 | —    | —    | 20   | DNF  | 59   | 75   | DNF  | 35   | 24   | 49   |
| Vuelta a España                | —    | —    | —    | 95   | —    | —    | —    | —    | —    |      |
| Výsledky na etapových závodech |      |      |      |      |      |      |      |      |      |      |
| Závod                          | 2015 | 2016 | 2017 | 2018 | 2019 | 2020 | 2021 | 2022 | 2023 | 2024 |
| Paříž–Nice                     | —    | —    | —    | —    | —    | 2    | 5    | —    | —    | —    |
| Tirreno–Adriatico              | —    | 61   | 66   | 4    | 12   | —    | —    | —    | 34   | —    |
| Volta a Catalunya              | —    | —    | —    | —    | —    | NS   | —    | —    | —    | —    |
| Kolem Baskicka                 | —    | —    | —    | —    | —    | NS   | —    | —    | —    | —    |
| Tour de Romandie               | —    | —    | —    | —    | —    | NS   | —    | —    | —    | —    |
| Critérium du Dauphiné          | 26   | —    | 12   | 14   | —    | DNF  | —    | 71   | 28   |      |
| Tour de Suisse                 | —    | DNF  | —    | —    | 4    | NS   | 15   | —    | —    |      |

### Výsledky na klasikách
| Monument                        | 2015 | 2016 | 2017 | 2018 | 2019 | 2020      | 2021      | 2022 | 2023 | 2024 |
| ------------------------------- | ---- | ---- | ---- | ---- | ---- | --------- | --------- | ---- | ---- | ---- |
| Milán – San Remo                | —    | —    | 133  | —    | —    | 20        | —         | —    | —    | —    |
| Kolem Flander                   | 5    | DNF  | DNF  | 8    | 9    | 10        | 12        | 13   | 13   | 15   |
| Paříž–Roubaix                   | 100  | 114  | —    | —    | DNF  | NS        | —         | —    | —    | —    |
| Lutych–Bastogne–Lutych          | —    | —    | —    | 23   | —    | 8         | 7         | DNS  | 7    | 12   |
| Giro di Lombardia               | DNF  | —    | 57   | 25   | 24   | —         | 29        | —    | 63   |      |
| Klasika                         | 2015 | 2016 | 2017 | 2018 | 2019 | 2020      | 2021      | 2022 | 2023 | 2024 |
| Omloop Het Nieuwsblad           | 36   | 3    | DNF  | 59   | DNF  | 14        | 29        | 66   | 15   | 35   |
| Kuurne–Brusel–Kuurne            | —    | —    | 4    | 35   | —    | 64        | 21        | 24   | 1    | DNF  |
| Strade Bianche                  | —    | 8    | 8    | 1    | 5    | DNF       | —         | DNF  | 3    | —    |
| E3 Harelbeke                    | 18   | 7    | 14   | 5    | 16   | NS        | 15        | 9    | DNF  | DNF  |
| Gent–Wevelgem                   | —    | 15   | —    | —    | 13   | —         | —         | 34   | —    | 40   |
| Dwars door Vlaanderen           | 6    | 39   | 7    | 7    | 5    | NS        | 23        | 2    | 26   | 4    |
| Brabantský šíp                  | —    | —    | 3    | 3    | —    | —         | —         | —    | —    | —    |
| Amstel Gold Race                | —    | DNF  | 15   | DNF  | —    | NS        | 15        | 3    | 15   | 3    |
| Valonský šíp                    | —    | —    | —    | 52   | —    | —         | —         | 11   | 7    | 9    |
| Clásica de San Sebastián        | 19   | DNF  | 9    | —    | DNF  | NS        | —         | 3    | 10   |      |
| Hamburg Cyclassics              | 46   | —    | —    | 19   | —    | Nejelo se | Nejelo se | —    | —    |      |
| Bretagne Classic                | 22   | 27   | —    | —    | 2    | —         | —         | —    | 7    |      |
| Grand Prix Cycliste de Québec   | DNF  | 18   | 12   | —    | —    | Nejelo se | Nejelo se | —    | 46   |      |
| Grand Prix Cycliste de Montréal | 5    | 13   | 15   | —    | —    | Nejelo se | Nejelo se | —    | 11   |      |
| Paříž–Tours                     | 4    | —    | —    | 6    | —    | —         | —         | —    | —    |      |

| —   | Nezúčastnil se |
| DNF | Nedokončil     |
| NS  | Nejelo se      |